# Драгнева, Изабела
Изабела Драгнева-Рифатова (болг. Изабела Драгнева-Рифатова; род. 1 октября 1971, Варна) — болгарская тяжелоатлетка, выступавшая в весовых категориях до 48 кг и до 53 кг. Она выиграла первое в истории женской тяжёлой атлетики олимпийского золото, а затем стала первой тяжелоатлеткой, которая была лишена олимпийской медали. Почётный гражданин Софии (2000).

## Биография
Изабела Драгнева родилась 1 октября 1971 года.

## Карьера
Драгнева дважды выступала на летних Олимпийских играх: в 2000 году, когда женская тяжёлая атлетика дебютировала в программе Игр, и в 2004 году . На чемпионате мира по тяжелой атлетике 1998 года в Лахти она завоевала серебряную медаль в весовой категории до 53 кг, подняв в сумме 192,5 кг (87,5 + 105). Она также участвовала в 1999 году, но стала лишь девятой с результатом 185 кг.
Драгнева выступала на летних Олимпийских играх 2000 года и выиграла золотую медаль, став первой в истории женщиной-тяжелоатлеткой, выигравшей на Олимпиаде. Однако затем болгарские спортсмены массово были лишены медалей, а сборная дисквалифицирована с Олимпиады в полном составе. Международная федерация тяжёлой атлетики действовала по принципу «Три нарушения и дисквалификация всей сборной». Конкретно Драгнева сдала положительный тест на допинг через три дня после победы, после обнаруженного применения фуросемида золото перешло к американке Таре Нотт.
Драгнева вернулась к соревнованиям в 2002 году и завоевала бронзу на чемпионате мира 2002 года в Варшаве. Она подняла 82,5 кг в рывке и 100 кг в толчке. В следующем году в Ванкувере она стала четвёртой с результатом 185 кг.
Драгнева выступала на второй Олимпиаде в 2004 году, но медаль взять не смогла — в весовой категории 48 кг она подняла 187,5 кг и осталась на пятом месте. Она приняла участие на чемпионате мира 2005 года в Дохе , где стала девятой с суммой 173 кг.